# Coppa del Brasile 2007 (pallavolo maschile)
La Coppa del Brasile di pallavolo maschile 2007 è stata la 1ª edizione della Coppa del Brasile di pallavolo maschile. La competizione si è svolta nella città di Joinville, la vittoria finale è andata al Cimed Esporte Clube.

## Formula
Le quattro squadre partecipanti hanno disputato una prima fase, nella quale si sono affrontate tra loro secondo attraverso il Round-robin; le due squadre che hanno ottenuto più vittorie si sono qualificate alla finale, le due restanti hanno preso parte alla finale per il terzo posto. La finale per il terzo posto, come tutte le altre gare del torneo, è stata disputata al meglio dei tre set; solo la finalissima è stata disputata al meglio dei cinque set.

## Squadre partecipanti
- Cimed
- Minas
- Sada
- Unisul

## Calendario

### Fase a girone

#### Risultati
| 28 settembre 2007 - ore 17:00 Centreventos Cau Hansen, Joinville | Minas  | 1 - 2 | Cimed | 21-25, 25-21, 12-15 |
| 28 settembre 2007 - ore 18:30 Centreventos Cau Hansen, Joinville | Unisul | 2 - 1 | Sada  | 22-25, 25-22, 15-13 |
| 29 settembre 2007 - ore 14:00 Centreventos Cau Hansen, Joinville | Unisul | 0 - 2 | Minas | 21-25, 22-25        |
| 29 settembre 2007 - ore 15:30 Centreventos Cau Hansen, Joinville | Cimed  | 2 - 0 | Sada  | 25-18, 25-16        |
| 29 settembre 2007 - ore 19:00 Centreventos Cau Hansen, Joinville | Sada   | 0 - 2 | Minas | 26-28, 15-25        |
| 29 settembre 2007 - ore 20:30 Centreventos Cau Hansen, Joinville | Unisul | 0 - 2 | Cimed | 20-25, 23-25        |

#### Classifica
| Pos. | Squadra | Pt | G | V | P | SV | SP |
| ---- | ------- | -- | - | - | - | -- | -- |
| 1.   | Cimed   | 6  | 3 | 3 | 0 | 6  | 1  |
| 2.   | Minas   | 5  | 3 | 2 | 1 | 5  | 2  |
| 3.   | Unisul  | 4  | 3 | 1 | 2 | 2  | 5  |
| 4.   | Sada    | 3  | 3 | 0 | 3 | 1  | 6  |

#### Finale 3º posto
| 30 settembre 2007 - ore 9:00 Centreventos Cau Hansen, Joinville | Unisul | 1 - 2 | Sada | 21-25, 25-19, 10-15 |

### Finale 1º posto
| 30 settembre 2007 - ore 11:00 Centreventos Cau Hansen, Joinville | Cimed | 3 - 2 | Minas | 26-28, 25-17, 25-21, 28-30, 15-7 |

## Premi individuali
| Premio                | Giocatrice         | Squadra |
| --------------------- | ------------------ | ------- |
| Most Valuable Player  | Daniel Costa       | Minas   |
| Miglior realizzatore  | Evandro Guerra     | Cimed   |
| Miglior muro          | Rodrigo dos Santos | Minas   |
| Miglior servizio      | Gustavo Folle      | Unisul  |
| Miglior palleggiatore | Bruno de Rezende   | Cimed   |
| Miglior ricevitore    | Sérgio Nogueira    | Minas   |
| Miglior difesa        | Lucas de Deus      | Unisul  |